# Syntaktischer Metallschaum
Syntaktische Metallschaum bzw. Verbundmetallschaum (engl. composite metal foam, CMF) ist ein Metallmatrix-Verbundwerkstoff, in den Hohlelemente wie Mikro-Glashohlkugeln oder metallische oder keramische Mikrohohlkörper eingebettet sind. Teilweise werden auch poröse Elemente wie Blähglasgranulate oder Perlite verwendet.
„Syntaktisch“ bedeutet in diesem Zusammenhang „zusammengefügt“.
Der Begriff syntactic foam wurde ursprünglich 1955 von der Bakelite Company für ihre Kunststoff-Verbundmaterialien mit Hohlkugeln aus Phenoplast eingeführt.
CMF weist ein 5- bis 6-fach höheres Festigkeits-Dichte-Verhältnis und eine über 7-fach höhere Energieabsorption als andere übliche Metallschäume auf.

## Herstellung
Syntaktische Metallschäume werden in der Regel mittels schmelz- und pulvermetallurgischer Verfahren hergestellt.
Schmelzverfahren eignen sich insbesondere dann, wenn niedrigschmelzende Matrixlegierungen wie Aluminium, Magnesium oder Zink verwendet werden. Bei der Verarbeitung von Magnesium ist allerdings die hohe Reaktivität von flüssigem Magnesium gegenüber Oxidgläsern und -keramiken zu beachten.
Es gibt verschiedene Ansätze, syntaktische Metallschäume mittels schmelzmetallurgischer Verfahren herzustellen. Zum einen können die Hohlkugeln einfach in die Schmelze eingerührt werden. Anschließend wird die Suspension aus Metallschmelze und Hohlkörpern erstarrt. Ein weiteres Verfahren beruht auf der Infiltration von Metallschmelzen in Preformen oder Schüttungen aus Hohlkörpern. Unter einer Preform versteht man in diesem Fall einen festen Block aus miteinander verbundenen Hohlelementen, z. B. Hohlkugeln. Die Schmelze infiltriert die Zwischenräume zwischen den miteinander verbundenen Hohlkugeln. Da Metallschmelzen die Hohlkörper in der Regel nicht benetzen, erfolgt die Infiltration häufig druckunterstützt, z. B. mittels Druckguss, Squeezecasting oder gasdruckunterstütztem Feinguss.

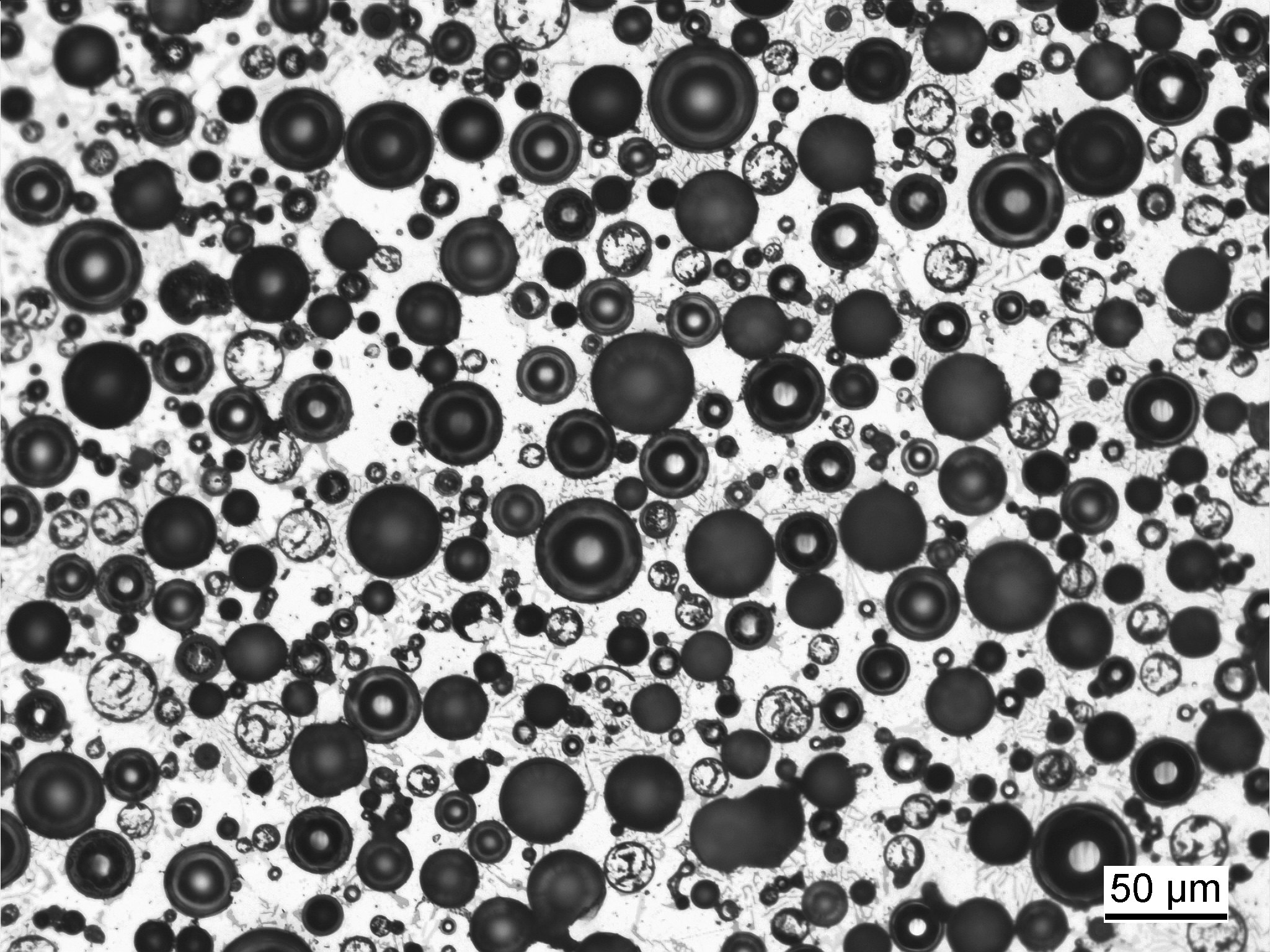
Syntaktischer Aluminium-Schaum

Für Metalle mit hohen Schmelztemperaturen, z. B. Eisen, ist die Schmelzinfiltration sehr schwierig umzusetzen. Es sind nur sehr wenige und vergleichsweise aufwändige Verfahren, wie z. B. Gasdruckinfiltration, verfügbar. Weiterhin kann die Kombination von hohen Temperaturen und Drücken zu einer Schädigung der Hohlkörper führen. Hochschmelzende Metalle und Legierungen werden daher oft nach den Fertigungsverfahren der Pulvermetallurgie als Metallpulver (Feedstock) mit den Hohlelementen vermischt und mittels Metallpulverspritzguss, Pressen oder Feedstock-Extrusion verarbeitet. Beim anschließenden Sintern werden weiterhin hohe Prozesstemperaturen benötigt.
Ein weiteres Verfahren zur Herstellung syntaktischer Metallschäume ist das Versintern metallbeschichteter Hohlkörper.

## Struktur

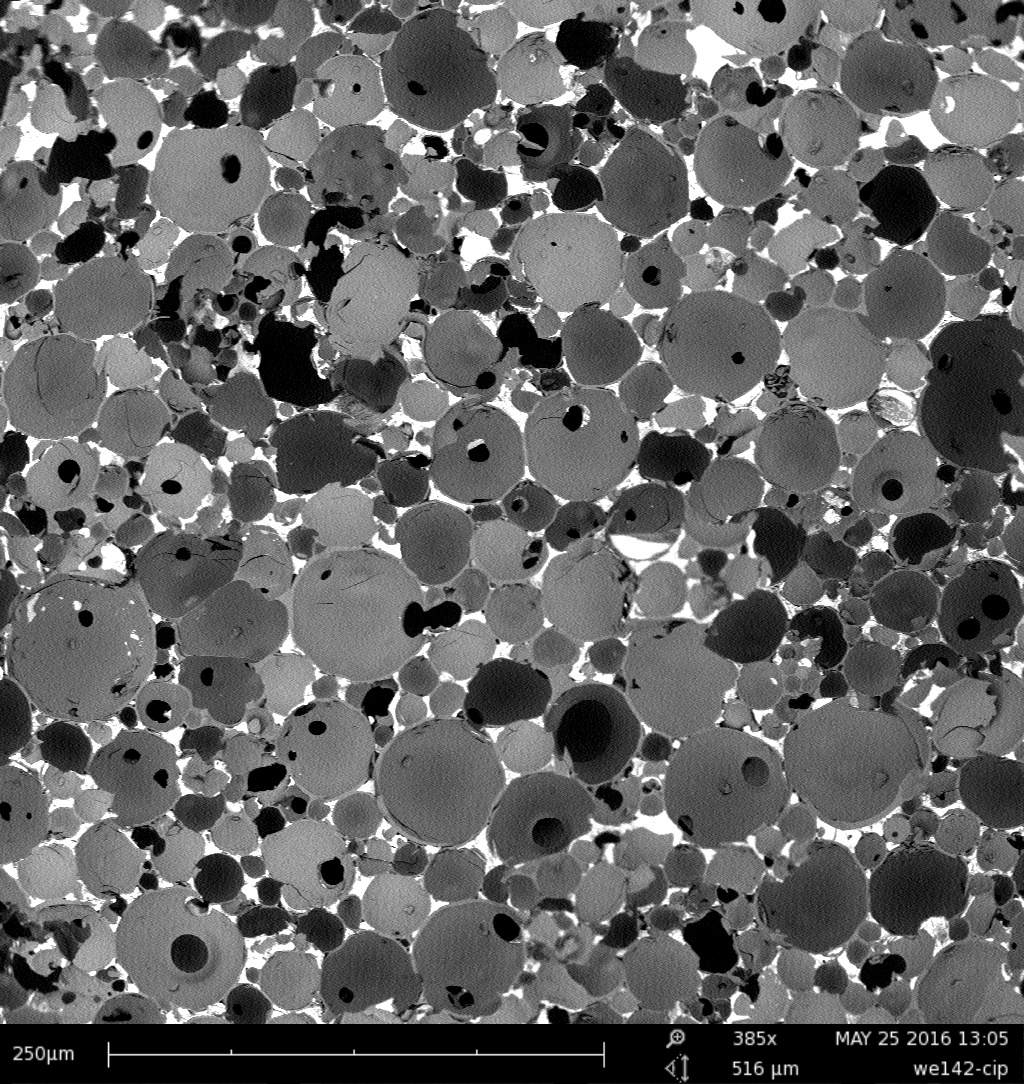
Syntaktischer Zink-Schaum

Die verschiedenen Fertigungsverfahren haben verschiedene Schaumstrukturen zur Folge. Die Infiltration von Preformstrukturen führt zu einer sogenannten 3-3-Struktur, also zu miteinander verwobenen 3D-Netzwerken aus Metall und Hohlkugeln. Vorteilhaft ist die höher einstellbare Porosität des Schaums. Ein Nachteil ist, dass das Hohlkörpernetzwerk, z. B. im Fall von Glashohlkugeln, eine durchgehende Schwachstelle hinsichtlich Rissausbreitung bei Zug- oder Biegebelastung darstellt. Das Einrühren von Hohlkugeln oder die pulvermetallurgischen Fertigungsverfahren führen dagegen eher zu einer 3-1-Struktur, also einer 3D-Matrix mit darin vereinzelt und voneinander isoliert vorliegenden Hohlkörpern.
Die syntaktischen Schäume sind in der Regel geschlossenporös, d. h. jedes Hohlelement ist nicht mit den anderen Hohlelementen und damit auch nicht mit der Umgebung verbunden. Durch spezielle Druckbehandlungen ist es allerdings in manchen Fällen möglich, diese Strukturen nachträglich zu öffnen.

## Eigenschaften
Syntaktische Metallschäume weisen im Vergleich zu konventionellen Metallschäumen in der Regel eine höhere Dichte auf. Diese und die Eigenfestigkeit der eingefügten Hohlelementen führen zu deutlich höheren Festigkeiten gegenüber vielen anderen Schaumtypen. Festigkeiten, Duktilität und Elastizitätsmoduln sind – wie bei den konventionellen Schäumen – gegenüber dem massiven Matrixmaterial reduziert. Vorteilhaft ist dagegen das Dämpfungsvermögen gegenüber Körperschwingungen sowie die Möglichkeit der Aufnahme von Verformungsenergie (Crash).
Die Eigenschaften der Schäume können mittels Wärmebehandlungen, z. B. Einsatzhärten im Fall von syntaktischen Eisen- und Stahlschäumen, modifiziert werden.

## Anwendung
Für syntaktische Metallschäume werden insbesondere Anwendungen für die Schwingungsdämpfung in mechanisch und thermisch hochbelasteten Bereichen diskutiert und untersucht.